# Regina und Rainer Franke

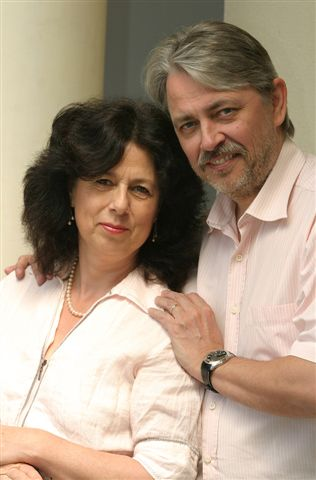
Regina und Rainer Franke (2011)

Regina und Rainer Franke sind ein Ehepaar und Autorenduo im Bereich Alternativmedizin.
Regina Franke (* 25. Februar 1955 in Wedel, Holstein) ist eine deutsche Heilpraktikerin und Reikimeisterin. Ihr Mann Rainer-Michael Franke (* 28. Juli 1953 in Leipzig) ist Psychologe und Heilpraktiker (Psychotherapie).

## Tätigkeit
Regina und Rainer Franke haben auf der Basis der Gestalttherapie und der Emotional Freedom Techniques Methoden entwickelt, die auf dem Beklopfen von Akupunkturpunkten beruhen. Ihre „Meridian-Energie-Techniken“ (MET) und „Meridian-Energie-Trauma-Technik“ sind zwei unter mehreren Klopftechniken, wie zum Beispiel der Emotional Freedom Techniques oder der Thought Field Therapy.
Beide werben für ihre Methode in Fernsehauftritten, in Presseartikeln und mit Großanzeigen, die wie Artikel gestaltet sind.
Sie leben auf Mallorca.
Die Wirksamkeit der Techniken ist nicht wissenschaftlich evaluiert. Hier gelten die gleichen Kritikpunkte wie für ähnliche Methoden, die auf dem Beklopfen von bestimmten Akupunkturpunkten auf den Meridianen beruhen und von Kritikern als Pseudowissenschaft eingestuft werden.